# Théâtre des Tuileries

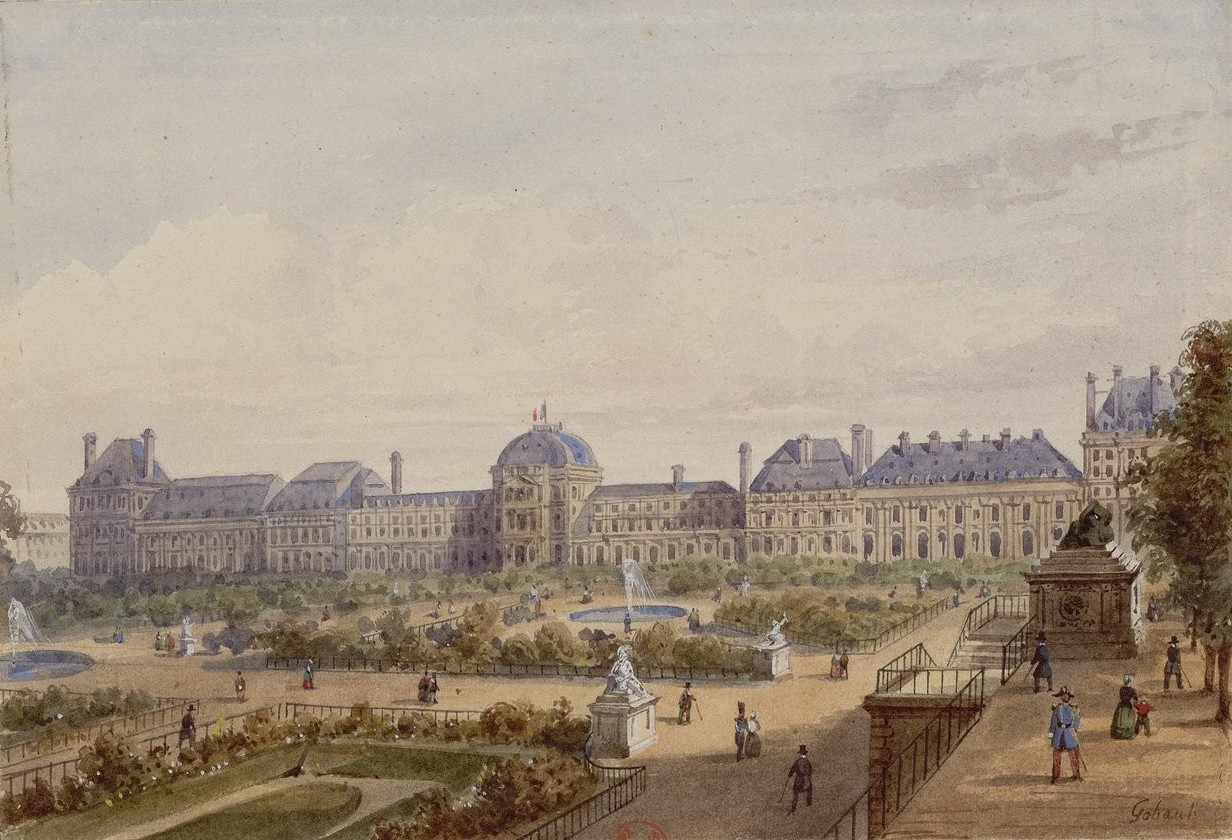
Het Tuilerieënpaleis (Gaspard Gobaut, 1847)

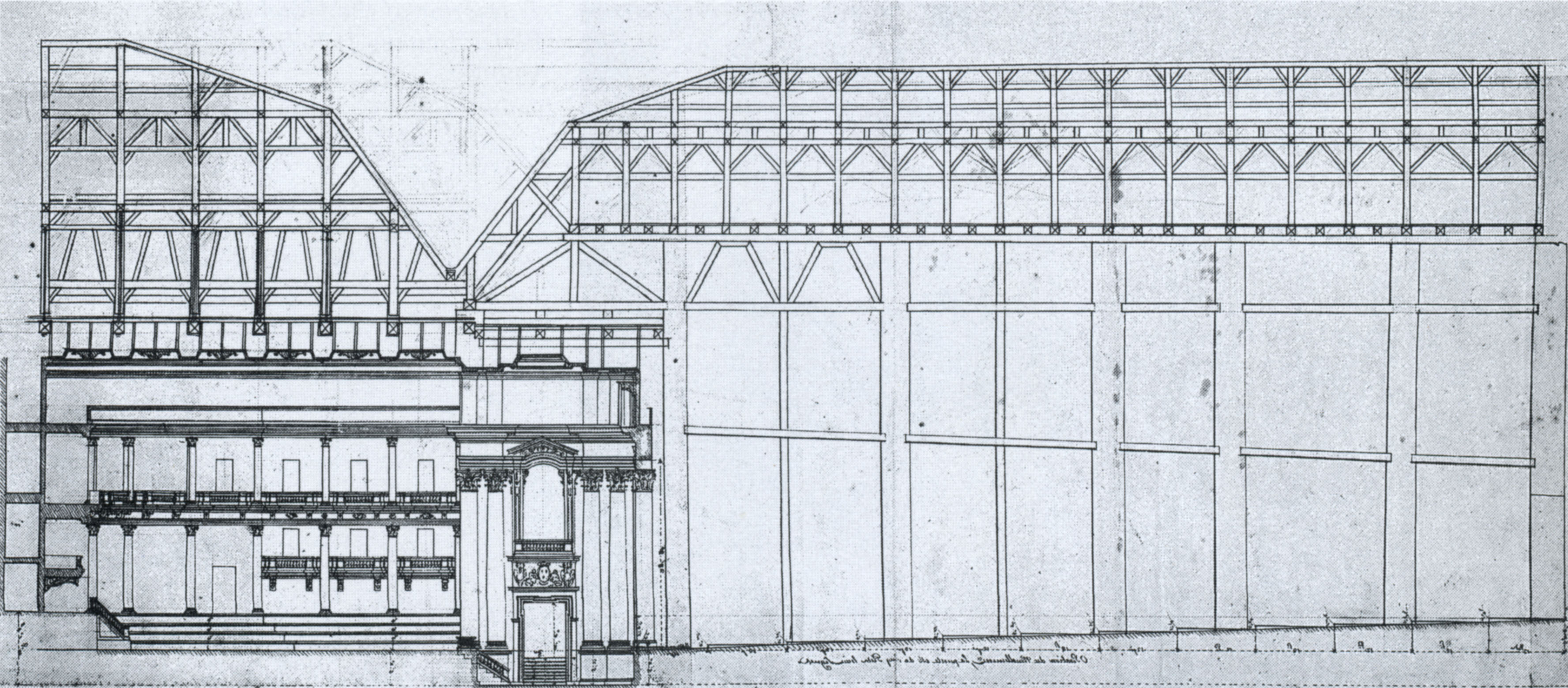
Dwarsdoorsnede van de Salle des Machines

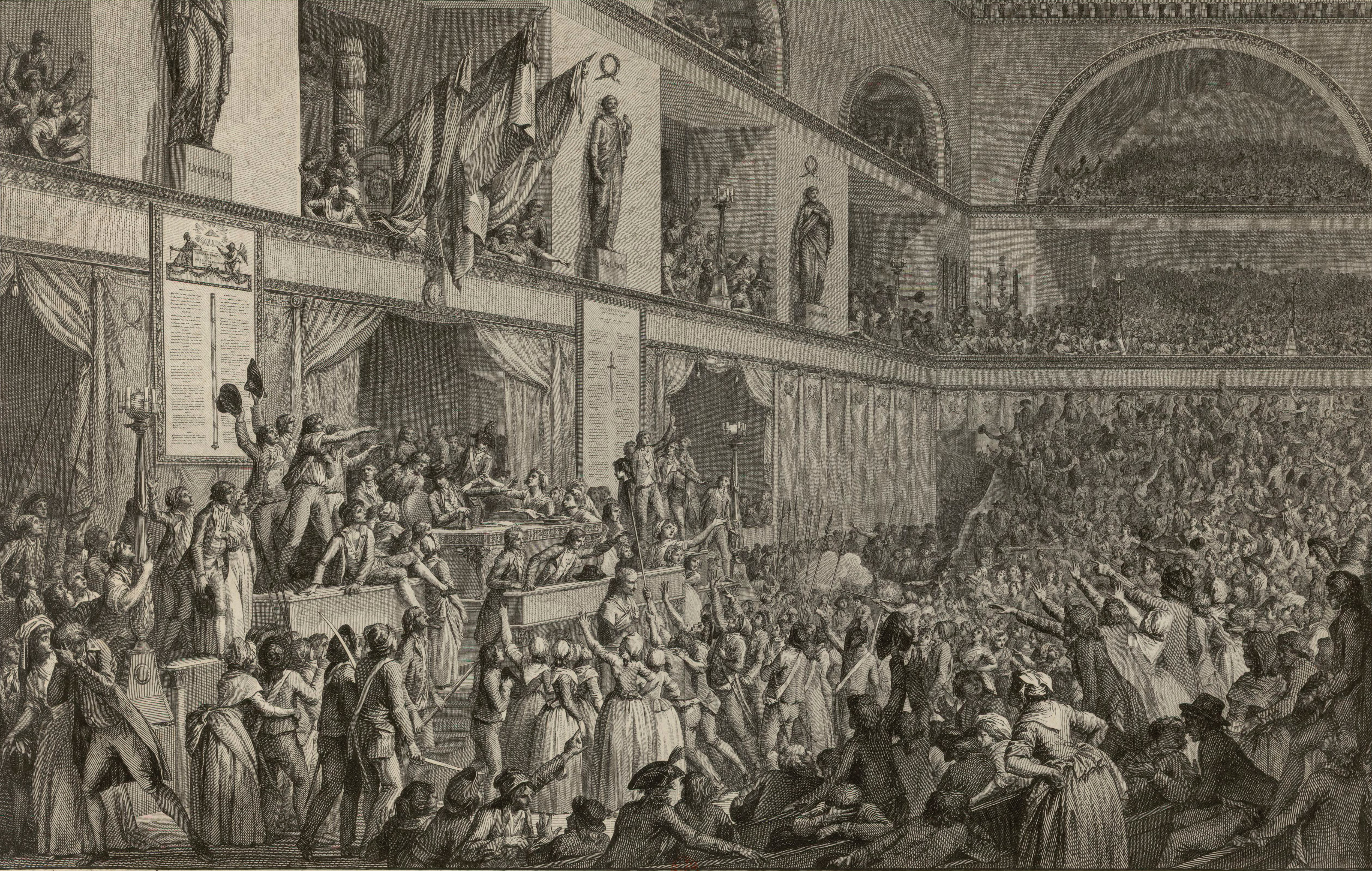
De zittingzaal tijdens de Opstand van 1 prairial, toen het hoofd van de conventioneel Féraud op een piek werd gestoken.

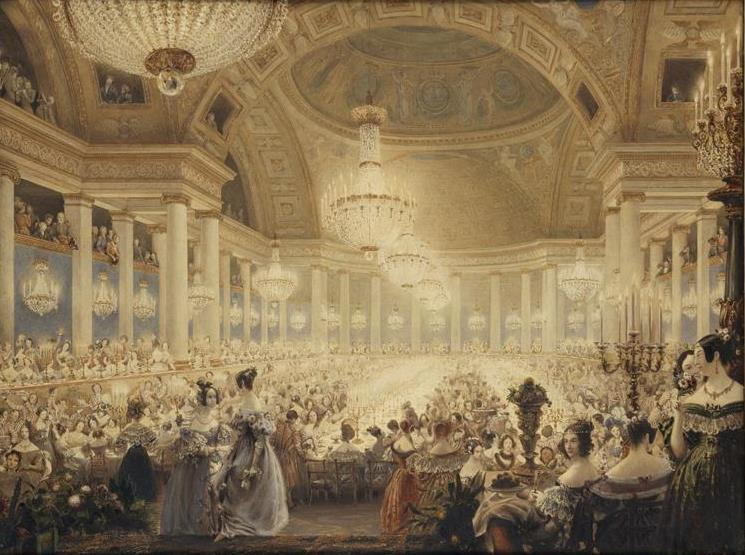
Het Souper des dames in 1833

Het Théâtre des Tuileries was een 17e-eeuwse toneel- en operazaal in het voormalige Tuilerieënpaleis in Parijs. Vanwege de imposante toneelmachinerie stond ze ook bekend als de Salle des Machines. Tijdens de Franse Revolutie werd het diepe podium verbouwd tot een parlementair halfrond voor de Nationale Conventie (1793-1795) en voor de Raad van Ouden (1795-1799). In 1808 liet keizer Napoleon er weer een theater- en balzaal van maken door de architecten Percier en Fontaine. Deze werd op 24 mei 1871 met de rest van het Tuilerieënpaleis door brand verwoest tijdens de Commune van Parijs.

## Theater
Het eerste theater was een realisatie van de architect Louis Le Vau voor koning Lodewijk XIV. Het was gehuisvest in een paviljoen aan de noordkant van het paleis en kon naar schatting vier- tot achtduizend toeschouwers ontvangen. Het ongewoon diepe podium bevond zich tussen het auditorium in dat paviljoen en het nieuw aangebouwde Pavillon de Marsan. Het bood ruimte aan de toneelmachines die Gaspare Vigarani had voorzien voor decorwissels en speciale effecten. De interieurdecoratie was ontworpen door Charles Errard.
De zaal werd ingehuldigd op 7 februari 1662 met de première van Cavalli's Ercole amante. De volgende productie was in januari 1671 het comédie-ballet Psyché. Voor verdere opvoeringen was het wachten op het regentschap van Lodewijk XV, toen in 1720 het hofballet Les folies de Cardenio op muziek van Delalande werd gebracht. De jonge koning maakte er zijn eerste en laatste dansoptreden. In de jaren 1730 waren er in de Salle des Machines slechts enkele marionettenshows te zien. Misschien was het lage gebruik te wijten aan de slechte akoestiek, of aan het feit dat de zaal overdreven groot was en nooit volliep.
In 1763 voerden de architecten Jacques Soufflot en Jacques Gabriel een verbouwing door die het theater geschikt maakte voor de Opera van Parijs. Ze verkleinden de capaciteit tot 1.504 toeschouwers. De volgende uitbaters waren de Comédie-Française (1770-1782) en het Théâtre de Monsieur (1789).

## Parlementair halfrond
Nauwelijks drie dagen na de bestorming van de Tuilerieën, terwijl de Eerste Franse Republiek nog niet was gevestigd, besliste de Wetgevende Vergadering dat haar opvolger, de Nationale Conventie, zou zetelen in het centrum van de gevallen koninklijke macht. Plannen van de architect Pierre Vignon werden op 14 september goedgekeurd, maar na politiek getouwtrek koos men voor een ander ontwerp van zijn rivaal Jacques-Pierre de Gisors. De verbouwingswerken begonnen in november 1792. De verhuizing uit de Salle du Manège vond plaats in de nacht van 9 op 10 mei 1793. Het was een massale operatie omdat ook alle regeringscomités en diensten mee verhuisden.
De sobere architectuur van het halfrond is getypeerd door Victor Hugo in zijn revolutionaire roman Quatre-vingt-treize. De voornaamste ingreep was het breken van de paleisas, door het halfrond 90° te draaien. Onder portieken waren publiekstribunes en journalistenloges voorzien, en aan de zijkanten telkens twee auditoria, zodat er in totaal plaats was voor 1400 toeschouwers. De banken waren bemeten op 750 conventionelen, maar al op 2 juni werd hun aantal gereduceerd tot 500 en op het hoogtepunt van de legale Terreur waren er nog maar een 250 conventionelen die de zittingen bijwoonden.
Wellicht door de haastige verhuizing waren materialen als graniet, porfier en brons geïmiteerd in plaaster en behangpapier. De wanden van de diepgelegen zaal waren bekleed met antiek groen en de pilasters met antiek geel. Rondom stonden standbeelden (in papier-mâché) uit de Grieks-Romeinse oudheid (aan de kant van het spreekgestoelte Demosthenes, Lykourgos, Solon en Plato, aan de overkant Camillus, Publicola, Brutus en Cincinnatus). Boven de voorzitter hingen vaandeltrofeeën en naast hem de tekst van de Grondwet van 1795 en van de Verklaring van de rechten en de plichten van de mens en de burger.
Het Directoire maakte een einde aan de Nationale Conventie en vestigde de Raad van Ouden in de zittingzaal van de Tuilerieën. Hiertoe werd het aantal zitbanken gereduceerd. De Raad bleef er tot de staatsgreep van 18 brumaire het Consulaat installeerde en de nieuwe wetgevende instellingen samenbracht in het Palais Bourbon.

## Multifunctionele theaterzaal
In 1805-1808 liet Napoleon de voormalige zittingzaal slopen om er een nieuwe multifunctionele theaterzaal te laten bouwen door de architecten Percier en Fontaine. Hun neoklassieke realisatie in bladgoud en faux-marbre herstelde de vroegere as. Tijdens een groot keizerlijk banket presenteerde Napoleon er op 2 april 1810 zijn nieuwe bruid Marie-Louise van Oostenrijk.

## Voetnoten
1. ↑  Iris Moon, The Architecture of Percier and Fontaine and the Struggle for Sovereignty in Revolutionary France, 2016, p. 49
2. ↑  Iris Moon, The Architecture of Percier and Fontaine and the Struggle for Sovereignty in Revolutionary France, 2016, p. 52